# Église Saint-Didier d'Autrey-lès-Gray
Pour les articles homonymes, voir Église Saint-Didier.
L'église Saint-Didier est une église catholique située à Autrey-lès-Gray, en France.

## Localisation
L'église est située dans le département français de la Haute-Saône, sur la commune d'Autrey-lès-Gray.

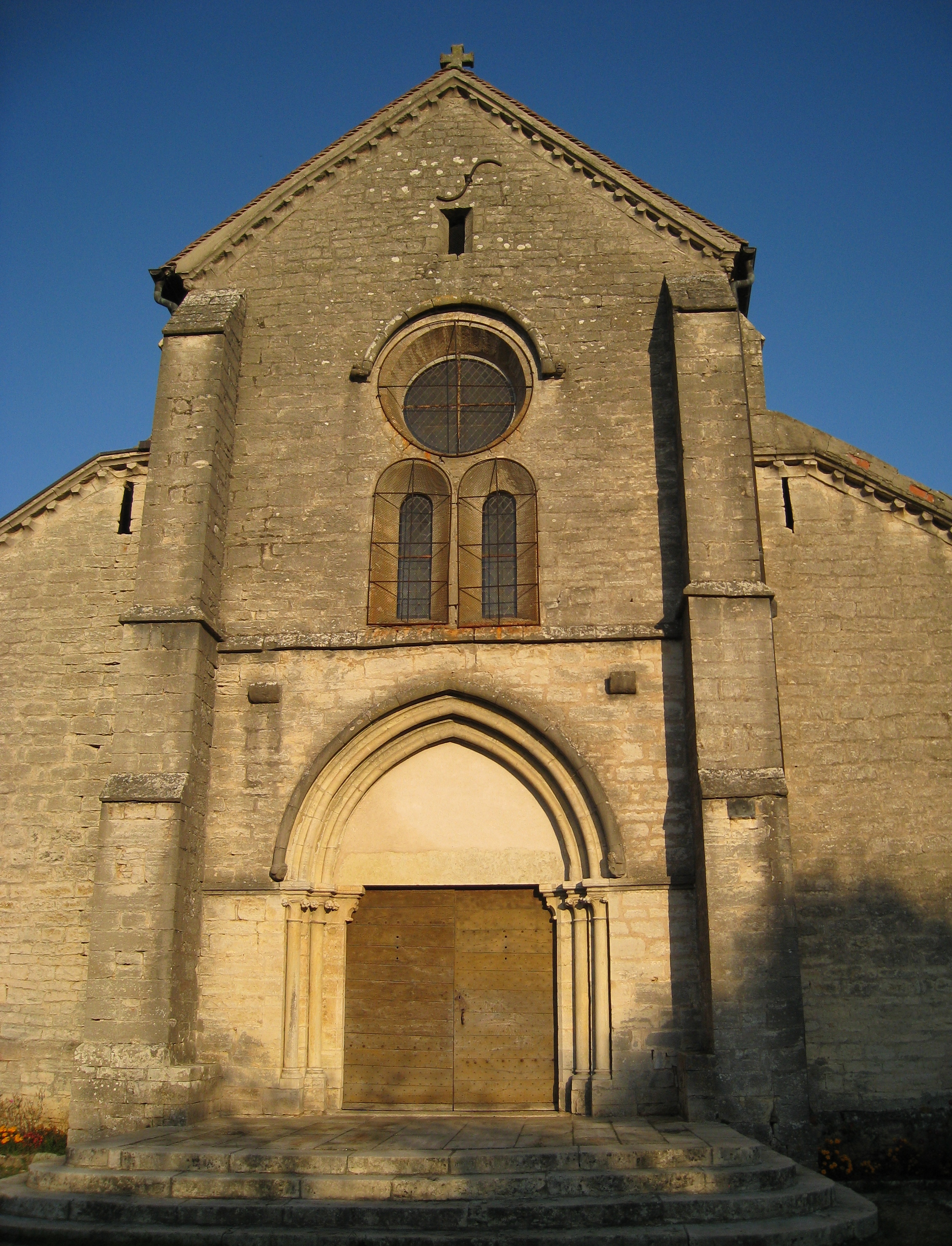
façade avant

## Historique
L'édifice est classé au titre des monuments historiques en 1910.